# 克朗克群島
克朗克群島（英語：Cronk Islands）是南極洲的群島，位於威爾克斯地，處於霍林島東北面，屬於風車群島的一部分，根據美國海軍拍攝空中照片繪入地圖，現時由南極條約體系管理。